# Lucas Diniz
Lucas Diniz Pinheiro, noto semplicemente come Lucas Diniz (Belo Horizonte, 14 dicembre 1985), è un allenatore di calcio a 5 ed ex giocatore di calcio a 5 brasiliano naturalizzato belga.

## Carriera

### Club
Per buona parte della carriera, Diniz ha giocato contemporaneamente nelle competizioni FIFA e in quelle AMF, svolgendo inoltre diversi lavori come l'operaio. Trasferitosi in Belgio nel 2006 per disputare la Division 1 con il Brussels Utd, negli anni seguenti si consacra militando nei campionati AMF con l'Amigo Schepdaal. Dal 2010 gioca nel campionato francese indossando le maglie di Sporting Parigi – con cui vince la classifica dei marcatori della Coppa UEFA 2012-13 – e Mouvaux-Lille. Al termine della stagione 2021-22 annuncia il suo ritiro per diventare allenatore dello stesso Mouvaux-Lille.

### Nazionale
Sposato con una donna belga, Diniz ha ottenuto la cittadinanza belga nel 2018. Con la Nazionale maschile di calcio a 5 del Belgio ha disputato 25 partite mettendo a segno 15 reti.

## Palmarès

### Club
- Campionato francese: 4
2010-11, 2011-12, 2012-13, 2013-14

### Individuale
- Capocannoniere della Coppa UEFA: 1
2012-13 (10 gol, ex aequo con tre giocatori)